# 赤壁长江大桥
赤壁长江大桥，又称“赤壁长江公路大桥”，是位于中国湖北省洪湖市和赤壁市之间的一座公路斜拉桥，是天门至赤壁一级公路跨越长江的控制性工程，连接北岸的洪湖市乌林镇和南岸的赤壁市赤壁镇。大桥全长4,557米，主桥为双塔单侧混合梁斜拉桥，长1,380米，主跨720米，桥面宽度33.5米，按双向六车道高速公路标准建设，设计行车速度为100公里/小时。项目估算总投资为28.35亿元人民币，于2021年9月25日建成通车。

## 设计
大桥项目起点与洪湖市规划的四桥路相接，终点与已建成的  赤壁一级公路相接，路线全长13.1公里，其中长江大桥全长4,557米，接线全长8.543公里（南岸接线长5.853公里、北岸接线长2.69公里）。起点至收费站采用双向六车道高速公路标准，路基宽度33.5米；收费站与赤壁一级公路相接部分采用双向四车道一级公路标准，路基宽度21.5米。
大桥主体桥梁部分由主桥、滩桥、跨堤桥、近堤端引桥组成，其中主桥长1,380米，滩桥长1,150米，跨堤桥长440米，近堤端引桥长1,230米。

### 主要技术指标
- 公路等级：高速公路
- 设计速度：100公里/小时
- 桥面宽度：33.5米
- 最高通航水位：31.159米（黄海高程）
- 最低通航水位：15.159米（黄海高程）
- 通航净高：≥18米
- 通航净宽：单孔双向≥440米
- 路基宽度：33.5米
- 行车道宽度：2×11.25米
- 桥面净宽：2×15.25米
- 桥涵荷载等级：公路-Ⅰ级
- 最大纵坡：2.405%
- 设计年限：100年

## 进程
- 2010年3月22日，赤壁市政府与中铁大桥局集团有限公司签订投资意向协议书。[6]
- 2011年4月1日，大桥项目可行性研究报告通过省内评审。
- 2013年8月25日，大桥项目呈报国家发改委申请核准立项。
- 2014年4月29日，国家发改委正式委托中交公路规划设计院有限公司对赤壁长江公路大桥项目进行评估。
- 2014年5月18日，国家发改委正式将赤壁长江公路大桥列入首批鼓励社会投资项目。[2]
- 2021年9月25日，大桥建成通车。[4]